# Cartoon Network (Índia)
Cartoon Network é um canal de televisão indiano, criado pela Turner International India, disponível nos principais provedores de televisão por satélite e por cabo da Índia. O canal exibe principalmente programas animados e alguns shows de ação ao vivo. É baseado em Mumbai, Maharashtra. Começou a ser exibido em 1º de maio de 1995 como o primeiro canal infantil na Índia. É também o canal irmão da Pogo TV.

## História

### Lançamento

O logotipo original da Cartoon Network, usado de 1 de maio de 1995 a 2 de outubro de 2005. O logotipo ainda está em uso como marca registrada.

A primeira transmissão do canal em 1 de maio de 1995 foi em dual-channel com a Cartoon Network operando de 5:30 da manhã a 5:30 da tarde e Turner Classic Movies (ex-TNT) ocupando o restante da programação diária. Em 1 de julho de 2001, Cartoon Network (Índia) tornou-se um canal separado de 24 horas. In 2004, um feed separado do canal dedicado ao Paquistão e Bangladesh começou. Programas transmitidos neste feed são diferentes do feed Índia. Possui tradução em algumas áreas. O canal é basicamente uma versão de retransmissão do Cartoon Network Índia no começo, o que não é o caso agora.Cartoon Network Índia é o único canal que transmitiu a versão dublada em inglês da Heidi em 2001. Este programa não estreou em nenhum outro canal da Cartoon Network em todo o mundo.

### Anos 90
Originalmente foi ao ar apenas desenhos de Hanna-Barbera, como o Yogi Bear Show, o Top Cat, o The Flintstones e o Scooby-Doo . O canal rapidamente começou a se desenvolver, exibindo pela primeira vez os desenhos da MGM ( Tom e Jerry, Droopy e Spike e Tyke) em 1996, e (após a compra da Turner pela Time Warner em 1996) a Warner Bros mostra ( Looney Tunes, e vários outros desenhos animados relacionados a Looney Tunes) em 1997. Em 1998, o Cartoon Network começou a exibir seus primeiros shows originais ( Space Ghost de Coast to Coast e The Moxy Show), no entanto o The Moxy Show foi logo cancelado.
Em 4 de janeiro de 1999, o canal começou a oferecer versões dubladas de seus programas, como Scooby-Doo, Where Are You! Os Flintstones, os Jetsons, SWAT Kats: O Esquadrão Radical, A Máscara: A Série Animada, A Família Addams, As Aventuras Reais de Jonny Quest, Capitão Planeta e outros programas selecionados.
Em 22 de agosto de 1999, o canal recebeu uma nova marca, introduzindo novos pára-choques, novos shows e um novo tema "powerhouse". Os novos shows de 1999 foram os seus shows originais, Dexter's Laboratory, Cow & Chicken, I Am Weasel, Ed, Edd n 'Eddy e Johnny Bravo . No ano seguinte, 2000, viu ainda mais originais do Cartoon Network sendo introduzidos, incluindo The Powerpuff Girls, Mike, Lu e Og e Courage the Cowardly Dog . Alguns desses shows ( Mike, Lu e Og, Ed, Edd n 'Eddy e Courage the Cowardly Dog) não foram produzidos pela Cartoon Network Studios, no entanto.

### Anos 2000
Em fevereiro de 2000, o canal decidiu então oferecer versões em tâmil de seu conteúdo.
Em 2001, a taxa de novos originais do Cartoon Network continuou, com Sheep na Cidade Grande, Time Squad e Samurai Jack sendo trazidos. Devido ao grande número de originais do Cartoon Network que estavam no Cartoon Network, eles decidiram nomear esses shows. Cartoon Cartoons, que levou à sexta-feira à noite o Cartoon Cartoon Fridays a ser apresentado à Índia no final de 2001. Em 2000, o Cartoon Network (Índia) transmitiu a versão em inglês de Heidi, Girl of the Alps. Este programa não foi exibido em nenhum outro canal apelidado em inglês, nem apareceu em outros canais internacionais do Cartoon Network. Também em 2001, a Cartoon Network introduziu outros blocos de programação, incluindo Toonami, Acme Hour, Prime Time, Boomerang (agora um canal também) e Cartoon Network After Dark. Toonami Block da Cartoon Network exibiu a versão americana do anime japonês Dragon Ball Z pela primeira vez na Índia no mesmo ano.
Em 2002, foram lançados mais desenhos animados, incluindo Grim & Evil, Whatever Happened to. .. Robot Jones? e Codename: Kids Next Door . Grim & Evil acabou se transformando em duas séries separadas: As Terríveis Aventuras de Billy & Mandy e Evil Con Carne. Liga da Justiça e ¡Mucha Lucha! também estreou no Cartoon Network em 2002. Em 2003, não houve novos shows originais do Cartoon Network adicionados ao calendário, mas houve vários novos blocos de programação e Cartoons não-desenhos adicionados. Os blocos de programação incluem Boomeraction (atualmente um bloco no Boomerang) e Tiny TV (atualmente um bloco no Pogo e Boomerang). Os shows adicionados ao line-up em 2003 incluem The Mask: The Animated Series, Pokémon, Digimon e X-Men: Evolution. Em 2004, o canal introduziu o Foster's Home for Imaginary Friends, um programa completamente novo na época que estreou naquele ano. Os blocos de programação introduzidos em 2004 incluem sextas-feiras e globos oculares A Go-Go. Além disso, 2005 foi o ano em que o bloco de programação Boomerang foi transformado em um canal de TV, que não está disponível na Índia.

O segundo logotipo da Cartoon Network, usado em várias formas e estilos de 3 de outubro de 2005 a 30 de setembro de 2011

Em 2005, os bumpers foram substituídos por animações em 3D da Cidade do Cartoon Network que todos os toons do Cartoon Network viviam. Os pára-choques específicos do espetáculo foram substituídos por animações em 3D de uma cena bem conhecida do programa em particular (por exemplo, o pára-choque do Laboratório Dexter teria a casa de Dexter, um para-choque de Meninas Superpoderosas provavelmente apresentaria a casa PPG, e assim por diante). O logótipo retro do tabuleiro de xadrez foi substituído pelo novo logótipo de estilo de cidade "CN", que foi substituído em 2011 pelo logótipo actual.
Em 2006, vários novos desenhos animados originais do Cartoon Network foram lançados, incluindo Robotboy, The Life e Times of Juniper Lee, Camp Lazlo, Hi Hi Puffy AmiYumi, My Gym Partner e Monkey and Squirrel Boy. O apelido "Cartoon Cartoons" usado anteriormente para os originais do Cartoon Network também foi descartado em 2006.
Também começou a transmitir a série de anime Beyblade em 3 de junho de 2005, que desfrutou de uma posição nº 1 ou número 2 no gênero infantil, junto com Pokémon.
O canal continuou a exibir novos episódios e temporadas de Beyblade e Pokémon, e seus filmes, que continuaram a se classificar como nº 1 e número 2 no gênero infantil.
Em 10 de outubro de 2007, o Cartoon Network iniciou a nova série Ben 10, que se tornou um sucesso instantâneo na Índia. A partir de 2014, foi um dos maiores personagens licenciados na Índia.
Em 31 de agosto de 2008, o formato dos comerciais da Cartoon Network mudou. Eles também mudaram o nome de Cartoon Network Theater (o bloco de filme do canal) para Cartoon Network Popcorn, com o tema visual mais importante sendo "linhas dinâmicas" recorrentes. Mais tarde, em 2009, a Cartoon Network começou a lançar Dragon Ball, o antecessor de Dragon Ball Z, pela primeira vez na Índia.
Em 11 de Dezembro de 2009, Cartoon Network começou a arejar a próxima série na Ben 10 franquia, Ben 10: Força Alienígena. Também foi ao ar novos filmes do Ben 10.

### Década de 2010

Uma variação do logótipo atual da rede que se assemelha ao logótipo original, utilizado em 1 de outubro de 2011

Cartoon Network começou a terceira série no sucesso Ben 10 franquia, Ben 10: Supremacia Alienígena em 10 de Outubro de 2010. A nova série Beyblade, Beyblade: Metal Fusão começou a ar em 2010-2011, às sextas-feiras e sábados, a partir de 4 -5 pm.
Em 1 de outubro de 2011, Cartoon Network introduziu seu novo branding e logo. Feito pelo Brand New School, faz uso pesado do motivo xadrez preto e branco, bem como variações e padrões de cores CMYK. O slogan ''It's a Fun Thing!'' (isso é uma coisa divertida, em português) foi introduzido.
Como o slogan sugere, os programas de comédia começaram a ocupar a maioria dos intervalos de tempo. Enquanto inicialmente Tom e Jerry compunham a maioria dos timeslots, mais tarde, quando Oggy and the Cockroaches foi iniciado na Índia em julho de 2012, CN começou a transmitir horas juntos todos os dias, o que continuou até 2014. Em janeiro de 2015, Cartoon A Network (Índia) perdeu os direitos para Oggy e the Cockroaches Seasons 1 a 3 em 2015, e a 4ª temporada em meados de 2017 para a Nickelodeon .
Embora o CN transmitisse em geral shows de comédia, shows de ação como Beyblade: Metal Fusion (e suas temporadas seguintes), foram ao ar inicialmente no horário da noite, e mais tarde à noite (21:00). Também foi ao ar Dragonball Z em um horário de noite (22h).
CN começou a quarta série da franquia de sucesso Ben 10, Ben 10: Omniverse em 26 de novembro de 2012.
A partir da nova era, "It's a Fun Thing", a CN começou a ir ao ar sem fornecer qualquer informação através de transmissões no canal, como promos e pára-choques no ar. ThunderCats, Beyblade Metal Masters e Beyblade Metal Fury, Scooby-Doo! A Mystery Incorporated foi iniciada sem informações sobre data e horários de transmissão no canal e informações presentes apenas nos programas de TV.
Shows animados como Lanterna Verde: A Série Animada, DreamWorks Dragons, Scooby-Doo! Mystery Incorporated, The Looney Tunes Show e ThunderCats foram ao ar, mas por alguma razão todos esses shows foram ao ar apenas nas primeiras temporadas, e as segundas temporadas ainda não foram ao ar.
O CN mudou a série de sucesso Pokémon para seu canal irmão Pogo em 2011, tendo exibido até a décima primeira temporada, mas depois a trouxe de volta na CN em 2014, a partir do episódio da décima quarta temporada " Pokémon: Black and White ".
Em 2015 Summer and Monsoon, novos programas como Uncle Grandpa, Beyblade: Shogun Steel, Clarence e novos episódios de Ben 10 Omniverse começaram a ser exibidos. Em maio de 2015, o Cartoon Network (Índia) celebrou seu 20º aniversário com especiais de vários shows, incluindo especiais do clássico The Flintstones. A partir de junho de 2015, ele começou a exibir novas promoções para cada novo episódio semanal de programas como Steven Universe, Ben 10 Omniverse e Uncle Grandpa.
Desde 2016, a CN Índia começou a mostrar os programas na proporção de 16:9, no entanto, o canal ainda é nativamente em 4:3.
Em agosto de 2017, a Cartoon Network começou a exibir Oggy e as Baratas da 5ª temporada em diante. Como antes, ele vai ao ar continuamente ao longo do dia. O Cartoon Network também exibiu alguns shows clássicos durante as noites de fim de semana em um bloco chamado Get Tooned com Toonami, mas foi abruptamente interrompido em outubro em favor de Dragon Ball Super.
. Em meados de dezembro de 2017, a Cartoon Network começou a transmitir filmes de Dragon Ball Z nas noites de domingo.
Dragon Ball Super substituiu a faixa horária de Dragon Ball Z a partir de 1 de janeiro de 2018 em diante.
Em setembro de 2018 Cartoon Network (Índia) começou a estrear novos programas como Unikitty, OK KO! Vamos ser heróis, Ben 10 Challenge e Running Man .

### 2020s
No final de 2019, Cartoon Network e Pogo no sul da Ásia ganharam uma nova cabeça. Imediatamente após a posse do novo chefe, começaram a ocorrer mudanças no canal, incluindo a remoção de quase todos os programas originais do Cartoon Network e a adoção de uma estratégia agressiva de localização, incluindo programação local. Em abril de 2020, o Cartoon Network India adquiriu a série de televisão ZeeQ Bandbudh Aur Budbak. A quarta temporada de Tom and Jerry estreou em 14 de novembro de 2020 com um novo comentário de voz. Em dezembro de 2020, Grizzy and the Lemmings foi transferido de Pogo TV para Cartoon Network. Em 22 de fevereiro de 2021, Super Shiro, uma série derivada de Crayon Shin-chan, estreou na Índia no Cartoon Network. Em março de 2021, a CN também iniciou Nate is Late. O canal criou sua própria série animada chamada Dabangg, baseada na film series, em 31 de maio de 2021. Em 27 de junho de 2021, o canal estreou sua primeira série animada CGI original, Ekans: Ek Se Badhkar Snake. O canal comemorou o Dia Internacional do Gato, com episódios consecutivos de The Tom and Jerry Show transmitido em 8 de agosto de 2021, usando o Apelido "Cat-Toon Network", que também foi usado pela rede americana para comemorar o Dia da Mentira. A terceira temporada de Grizzy and The Lemmings intitulada Grizzy and the Lemmings World Tour também foi iniciada em 9 de agosto de 2021. Um episódio especial de três sete minutos de Lamput  estreou em 14 de agosto de 2021 às 10h30 IST. Em 22 de agosto de 2021, [[Lista de episódios de Ben 10 (série de TV de 2016)# Especiais (